# Rothschildia aricia
Rothschildia aricia is een vlinder uit de onderfamilie Saturniinae van de familie nachtpauwogen (Saturniidae).
De wetenschappelijke naam van de soort is, als Attacus aricia, voor het eerst geldig gepubliceerd door Francis Walker in 1855.

## Ondersoorten
- Rothschildia aricia aricia
- Rothschildia aricia ariciopichinchensis Brechlin, Käch & Meister, 2012[2]
  - holotype: "male, 25.X.2011. Barcode: BC-RBP 6282"
  - instituut: MWM, München, Duitsland.
  - typelocatie: "Ecuador, Pichincha Prov., Camping Tambo Tanda, 1970 m., 0°01'22"S, 78°38'48"W"
- Rothschildia aricia napoecuadoriana Brechlin & Meister, 2010
- Rothschildia aricia xanthina Rothschild, 1907